# Hungaricum Klub
A Hungaricum Klub egy olyan marketing kezdeményezés, amely Magyarország értékeire irányítja a figyelmet.

## Története
A Klubot 2000-ben négy vállalat – a Herendi Porcelánmanufaktúra Rt., a Pick Szeged Rt., a Tokaj Kereskedőház Rt. és a Zwack Unicum Rt. – alapította. Az alapítók szándéka az volt, hogy a tagjaik közé csak olyan terméket vesznek fel, amely jellegzetesen magyar, származása ismert, nemzetközileg is elismert és keresett. A cél a továbbiakban még az volt, hogy a Magyarország iránt érdeklődők tiszta képet kapjanak arról, hogy valójában melyek az igazi magyar termékek, megismerhessék és megszeressék őket, ezzel Magyarország hírnevét is jó irányba befolyásolják. A klub termékeit a „Taste of Hungary” márkanévvel hozza forgalomba, ízléses, dekoratív csomagolásban.
Az eredetileg meghatározott termékek körét 2003-ban a Halasi csipkével bővítették, majd 2006-ban a Pető András nevéhez fűződő konduktív nevelési rendszerrel.

## A klub tagjai és termékei
- Kiskunhalasi Halasi Csipke Alapítvány, Halasi csipke
- Herendi Porcelánmanifaktúra Rt., Herendi porcelán,
- Pető Intézet, Pető-módszerek
- Pick Szeged Rt., Pick szalámi,
- Tokaj Kereskedőház Rt., Tokaji aszú
- Zwack Unikum Rt.,

## Hungarikumok Klubja rendezvény az Országházban
2017-ben tartották az első rendezvényét a Hungarikumok Klubjának, mely a vélemények és tapasztalatok megismerését szolgálja.
A zártkörű rendezvényeket 3-4 havonta kívánják megrendezni azzal a céllal, hogy még több tartalommal tölthessék fel a hungarikum törvényt és lehetőségük nyíljon közösen megfontolni az új tagok felvételét.
Ezek az összejöveteleken arról is lehetősége lesz több információt szerezni a tagoknak, hogy más országok mit tesznek annak érdekében, hogy megőrizzék és népszerűsítsék saját országuk jellegzetes termékeit.
Jelenleg 60 hungarikumot tartanak számon, és a megbeszélések során arra is keresik a választ, hogy ezeket a termékeket miként lehet még szélesebb körben elterjeszteni. Németh Zsolt aki többek között a Földművelésügyi Minisztérium hungarikumokért felelős államtitkára elmondta, hogy a Hungarikum Bizottság a helyi értéktárak létrejöttét is elősegíti.
Célul tűzték ki azt is, hogy a termékeket ne csak Magyarországon belül, hanem a határon túli piacokon is érvényesíteni tudják, ami hozzájárulhat az országimázs emeléséhez a környező országok szemében.
A rendezvény keretében Horváth Zsolt, a Hungarikum Bizottság értéktárak kialakításáért felelős koordinátora arról is beszámolt, hogy a hungarikumoknak közösségteremtő ereje van az országon belüli lakosság körében csak úgy, mint a határon túli magyarok tekintetében.
A rendezvényre más országok (Szerbia, Spanyolország és Fehéroroszország) budapesti nagykövetei is meghívást kaptak, hogy bemutathassák az általuk képviselt ország fáradozásait a saját hagyományaik megőrzése céljából. Archiválva 2017. július 1-i dátummal a Wayback Machine-ben